# 유통
유통(流通, 문화어: 류통)은 생산자가 상품 등을 소비자에게 판매 하는 것 · 화폐 · 정보의 흐름을 뜻한다. 유통은 일반적으로 제조업체와 같은 생산자에서 1차 도매업자로 이동하며, 그 후 2차 도매업자, 소매업자를 차례로 거쳐 소비자에게 최종적으로 전달된다.

## 설명
유통은 제품이나 서비스를 필요로 하는 소비자나 기업 사용자에게 제공하는 과정이며, 유통업체는 가치 사슬의 유통 단계에 관여하는 기업이다. 유통은 생산자나 서비스 제공자가 직접 할 수도 있고, 유통업자나 중개인을 통한 간접적인 채널을 통해 이루어질 수도 있다. 유통(또는 장소)은 마케팅 믹스의 네 가지 요소 중 하나이다. 나머지 세 가지 요소는 제품, 가격 책정 및 판촉이다.
유통에 대한 결정은 회사의 전반적인 전략적 비전과 사명에 맞춰 이루어져야 한다. 일관된 유통 계획을 개발하는 것은 전략 계획의 핵심 구성 요소이다. 전략적 수준에서 직접 배포할지 아니면 유통 네트워크를 통해 배포할지를 결정하는 것뿐만 아니라 대량 배포, 선택적 배포, 독점 배포라는 세 가지 광범위한 배포 접근 방식이 있다. 선택되는 중개자의 수와 유형은 주로 전략적 접근 방식에 따라 달라진다. 전체 유통 채널은 소비자에게 가치를 더해야 한다.

## 정의
유통은 근본적으로 제품이 가장 직접적이고 비용 효율적인 방식으로 대상 고객에게 도달하도록 보장하는 것과 관련이 있다. 서비스의 경우 배포는 주로 접근과 관련된다. 유통이라는 개념은 상대적으로 간단하지만 실제로 유통 관리에는 상세한 물류, 운송, 창고 보관, 보관, 재고 관리는 물론 채널 회원 선정 및 유통업체 보상을 포함한 채널 관리 등 다양한 활동과 규율이 포함될 수 있다.

## 같이 보기
- 화물
- 물류
- 마케팅
- 마케팅 믹스
- 가격 결정
- 판촉
- 소매 (상업)
- 가치 사슬
- 가치 웹